# Spheres
Spheres — четвёртый студийный альбом нидерландской группы Pestilence, вышедший в 1993 году и ставший последним перед четырнадцатилетним перерывом в творчестве коллектива. Для группы альбом стал экспериментальным — будучи менее брутальным, чем на предыдущих релизах, его звучание характеризуется микшированием дэт-метала с элементами джаз-фьюжна и широким использованием гитарных синтезаторов.

## История
Запись альбома происходила в Studio Arnold Muhren в городе Волендам, Нидерланды. Саунд-продюсированием, звукоинжинирингом и микшированием альбома занимался Стив Фонтано, известный по работе с Grateful Dead, Родом Стюартом, Дэвидом Боуи, INXS и др. Работа с Фонтано была сознательным выбором Pestilence, поскольку группа хотела работать с продюсером, который был бы далёк от металлической музыки. Релиз состоялся 3 мая 1993 года.

## Обложка
Автором кавер-арта для альбома стал художник Дэн Сигрэйв, известный по работе с Entombed и Suffocation, и также являвшийся автором обложки предыдущего диска Pestilence Testimony of the Ancients (1991), на которой появилась ставшая символом группы астролябия. Обложку Spheres группа хотела видеть выполненной в том же духе. В итоге первый вариант кавер-арта был отвергнут и переделан Сигрейвом, согласно запросам группы превратившись в астролябию на фоне звёздного неба. Оригинальный вариант обложки можно тем не менее увидеть на переиздании альбома 2007 года.

## Список композиций
1. Mind Reflections — 3:21
2. Multiple Beings — 4:05
3. The Level of Perception — 3:49
4. Aurian Eyes — 1:32
5. Soul Search — 3:19
6. Personal Energy — 4:09
7. Voices from Within — 1:12
8. Spheres — 3:29
9. Changing Perspectives — 3:24
10. Phileas — 1:17
11. Demise of Time — 3:40

## Переиздание
20 августа 2007 года альбом был переиздан золотым тиражом в 2 тысячи экземпляров лейблом Metal Mind Productions с улучшенным звуком, оригинальной обложкой и включением четырёх бонус-треков:
1. «Demise Of Time» (ремикс)
2. «Soul Search» (ремикс)
3. «Mind Reflections» (концертная запись)
4. «Multiple Beings» (концертная запись)

## Участники записи
- Патрик Мамели — гитара, гитарный синтезатор, вокал
- Патрик Утервик — гитара, гитарный синтезатор
- Йерун Пол Тесселинг — бас
- Марко Фоддис — барабаны